# Олескі
Олескі (ест. Oleski, виро Olõski) — село в Естонії, входить до складу волості Виру, повіту Вирумаа. До 2017 року входило до складу волості Ласва.